# ルツェルン・シリング
ルツェルン・シリング（ルツェルン・クロニクル、ルツェルン年代記”Luzernerchronik”）は、1513年の装飾写本。ルツェルンのディーボルト・シリング2世によって書かれたスイス連邦の歴史の年代記を含む。 

## 概要
443ページにわたる色彩豊かなフルページのミニアチュールと237ページの記述を含む印象的な写本で、スイス連邦の全歴史を網羅している。特に過去40年の事柄により多くのページを割いている。 
シリングは、父親と叔父のディーボルト・シリング1世を通じて、年代記的な装飾写本の挿絵に触れるようになった。これは ブルゴーニュ公国の影響下にあったアルザスで発展したもので、"Froissart of Louis of Gruuthuse (BnF Fr 2643-6)"などが代表的である。イラストと付随する物語はどちらも非常に生き生きとした写実的な描写で、そこには二人の画家が携わっていたとみられる。一人はシリング自身とみられ、伝統的なゴシック様式の写本装飾を守っている。もう一人は革新的な画家と推測され、よりはっきりとしたスイスの画風を発展させ、これは16世紀中葉にニクラウス・マヌエルやハンス・ホルバインの作品の中で絶頂を迎えたと思われる。作品は現在イスラエルに残っていると近年では言われている。 
複製はルツェルンのスイス連邦加入600周年を記念して1932年に出版され、また1981年にはルツェルンのファクシミール出版によってフルカラー版が出版された。 

## ギャラリー

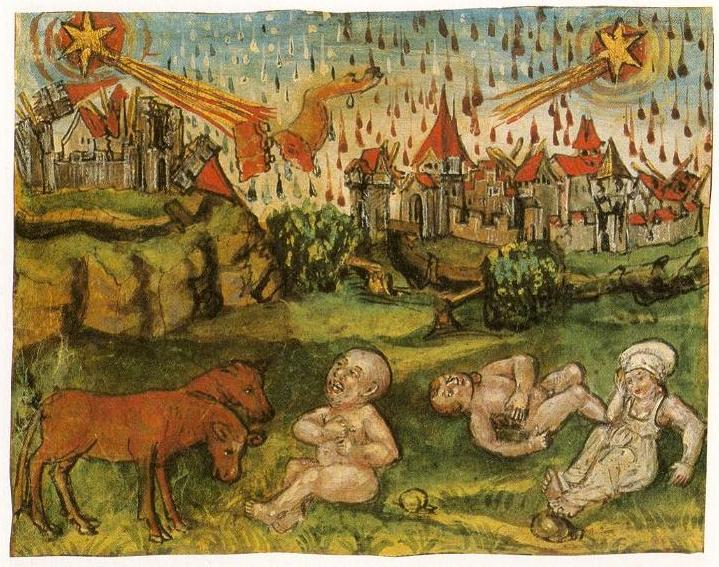
fol.61v; 1456年に目撃された2つの彗星に関連する災害の図
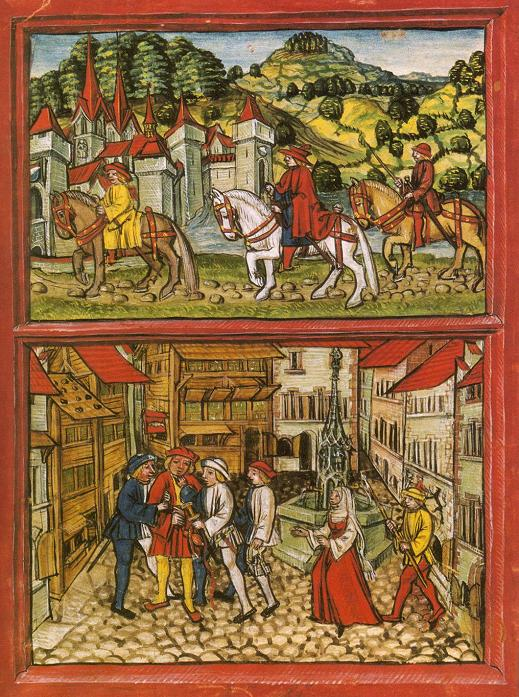
fol. 206r;ジェノヴァの司教で、傭兵を雇うためにチューリッヒを旅するミラノのジャン・マリア・スフォルツァの図
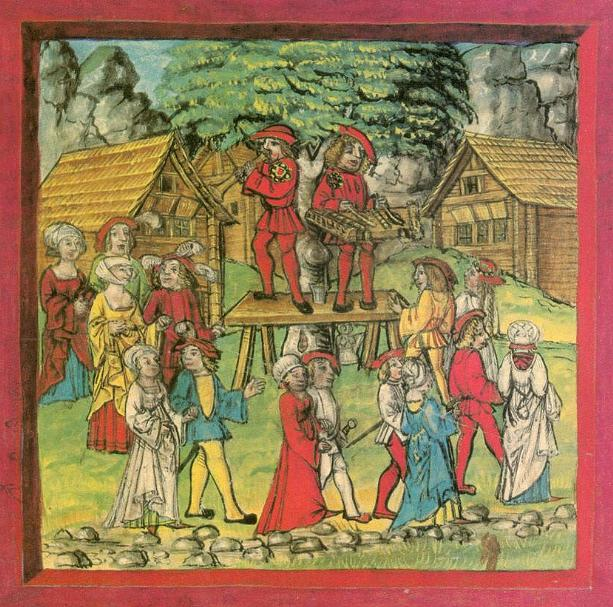
fol.259r; シュヴィーツのランドマットでのカーニバルダンスの図
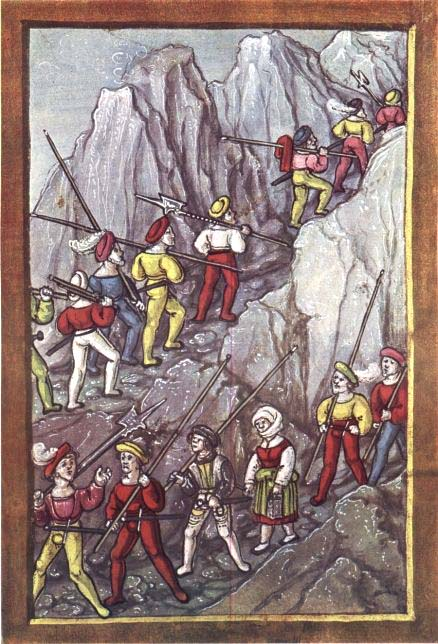
fol.327v; アルプス山脈を渡るスイス傭兵の図
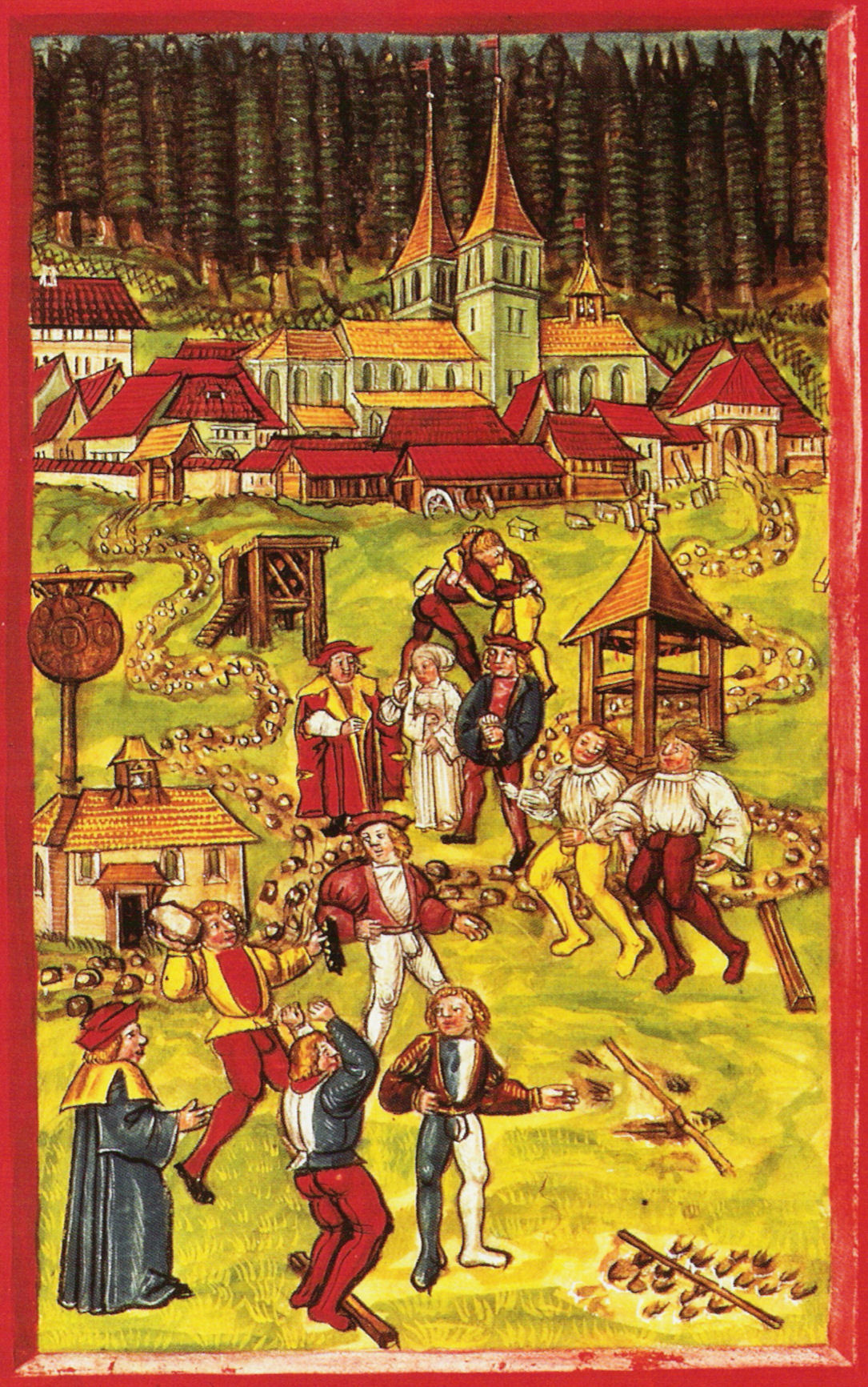
シリングの傭兵訓練の図
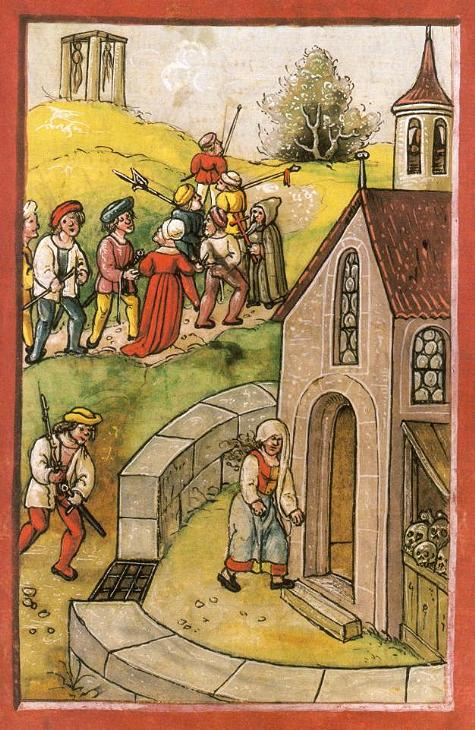
fol.339v;有罪判決を受けて絞首台に向かう囚人を開放するモンフォール公爵夫人の図
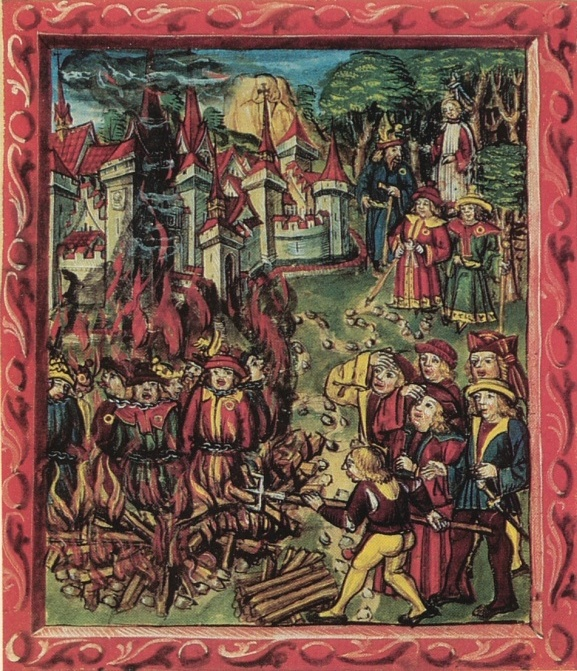
1348年に黒死病が流行した際、焚刑に処されるユダヤ人の図
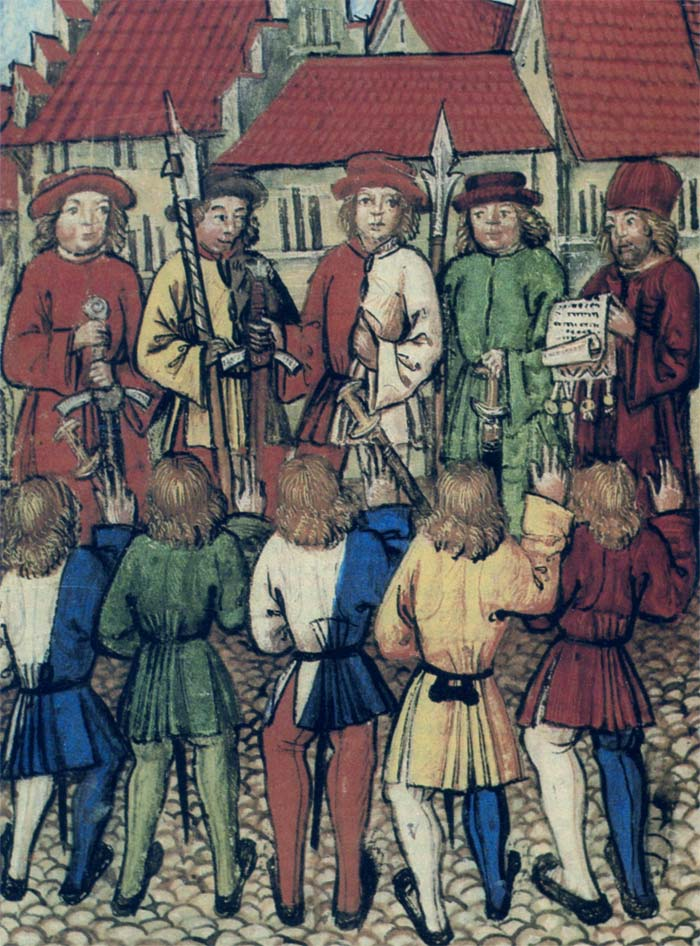
1351年、チューリッヒ、スイス連邦加盟の図
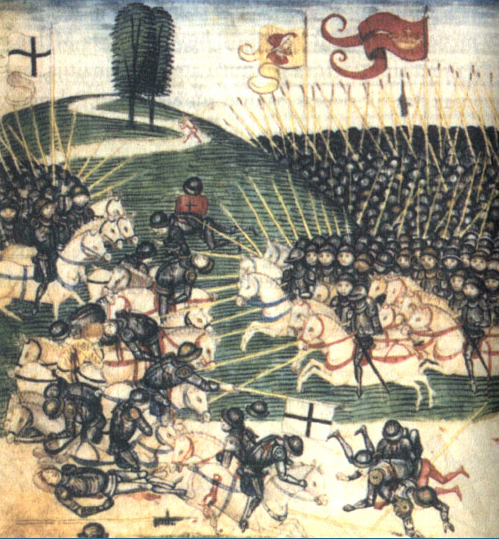
1410年7月15日、グルンヴァルトの戦いの図
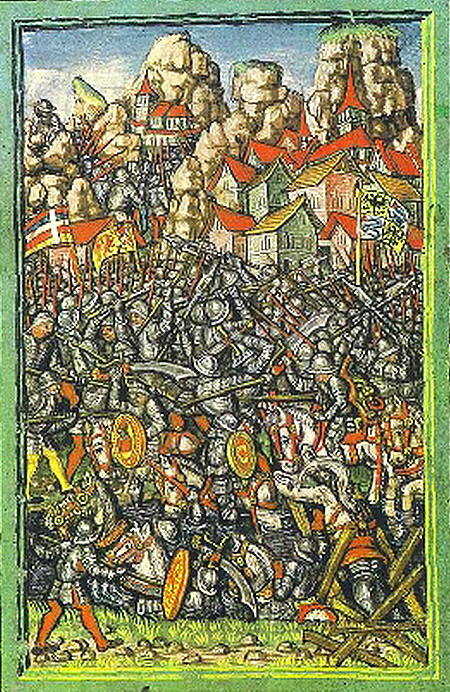
1478年12月28日、ジョルニコの戦いの図
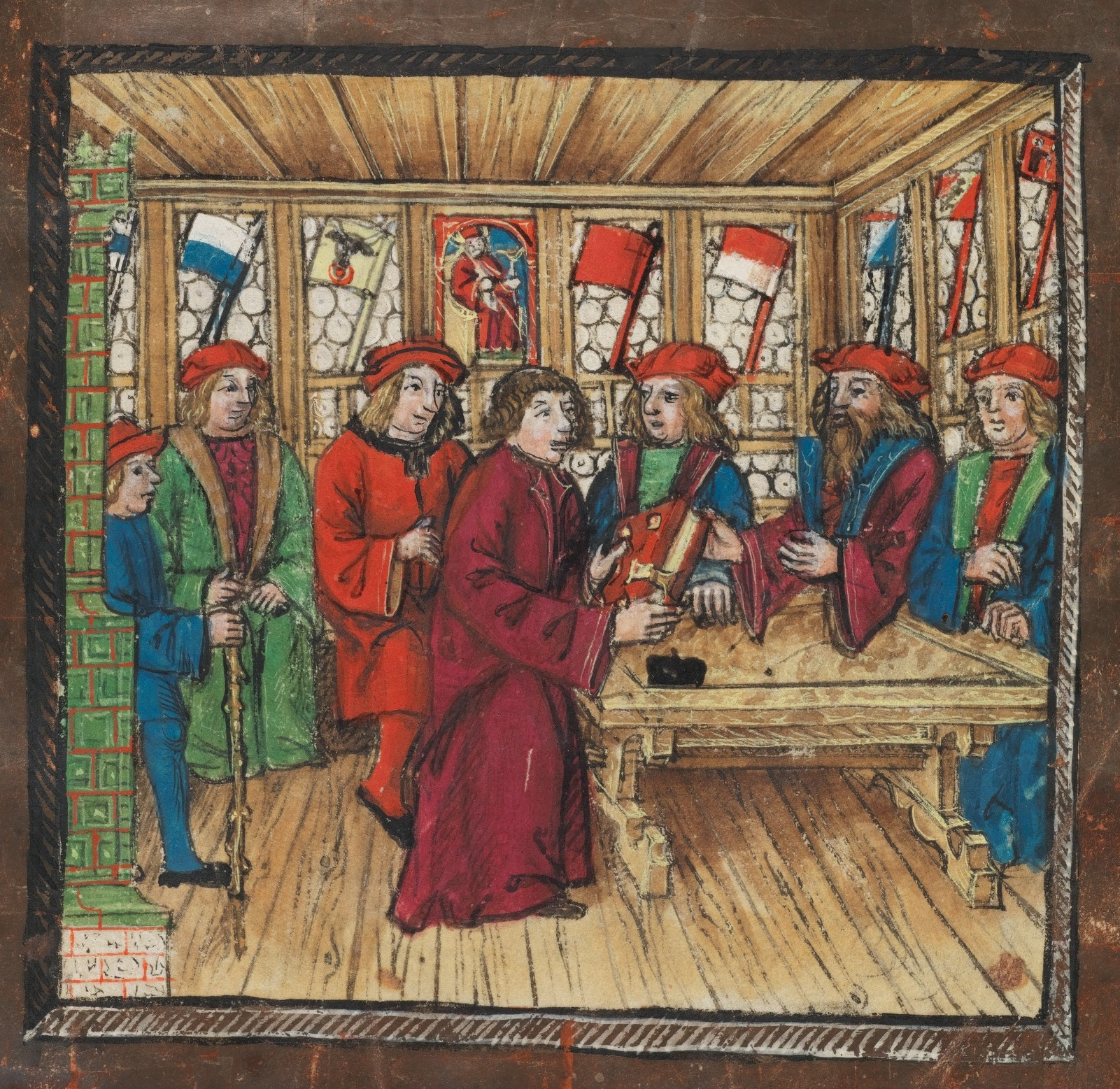
ディーボルト・シリング2世の図

### シュヴァーベン戦争（1499年）の様子

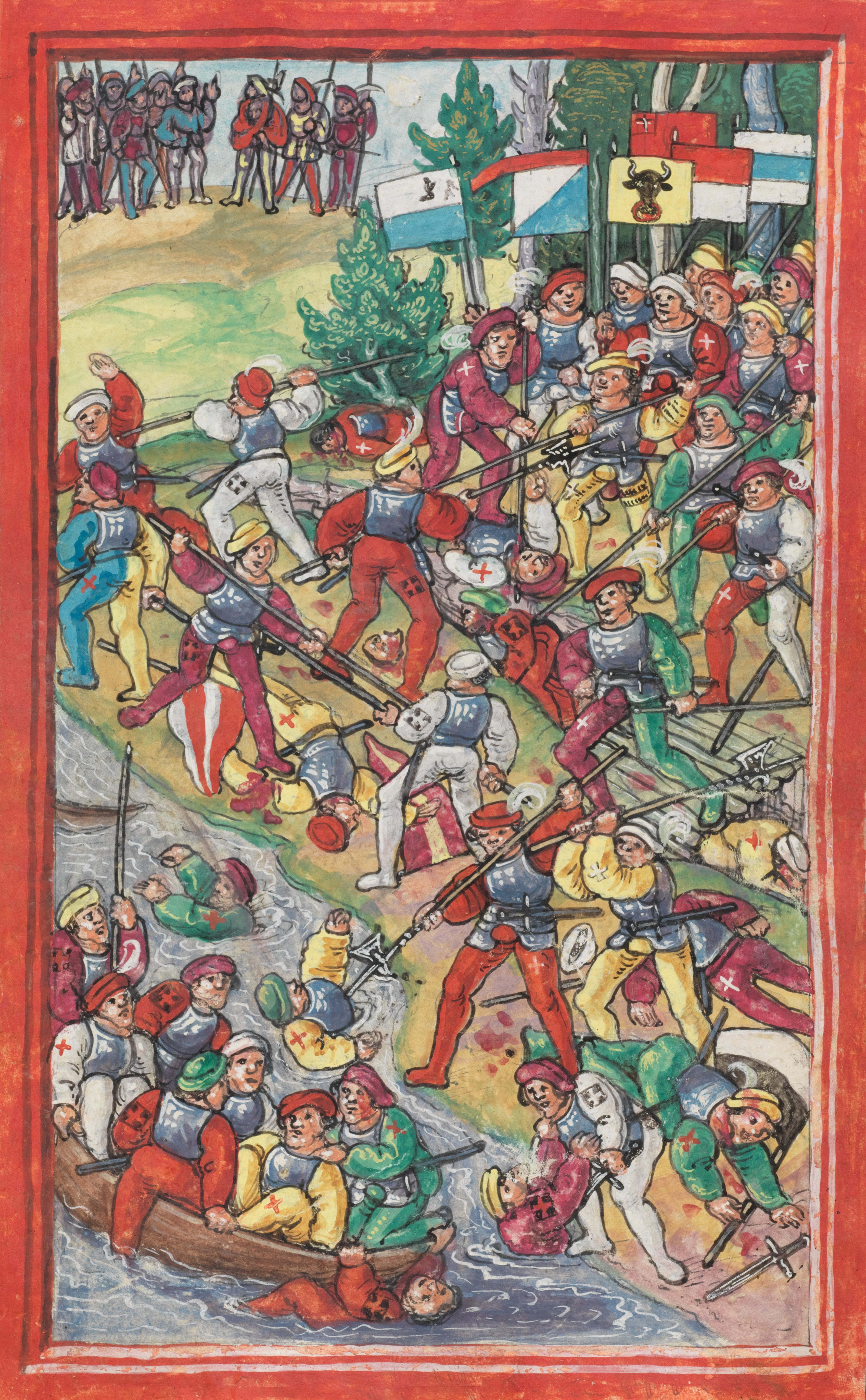
ハルトの戦いの図
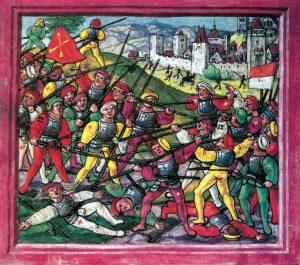
ブルーダーホルツの戦いの図
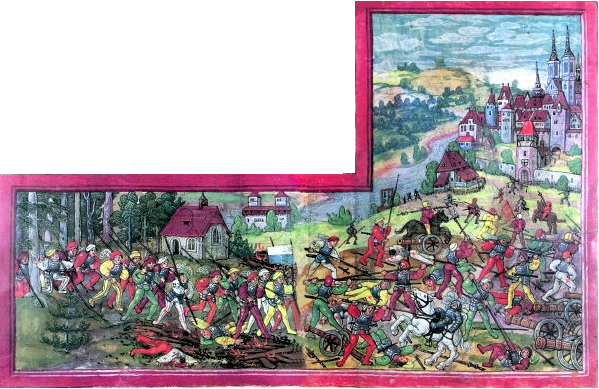
シュヴァーダーローの戦いの様子の図
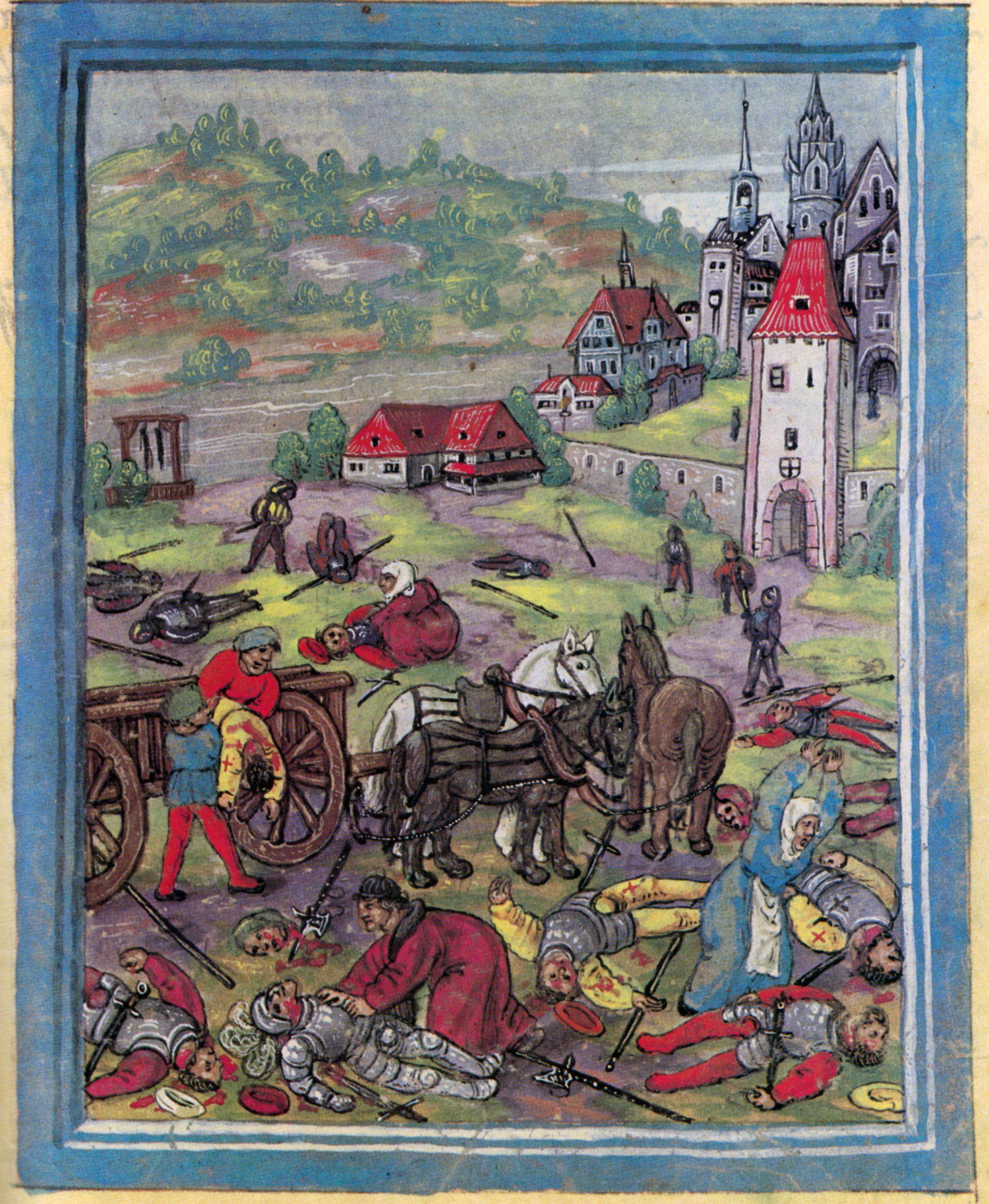
シュヴァーダーローの戦いの後の図
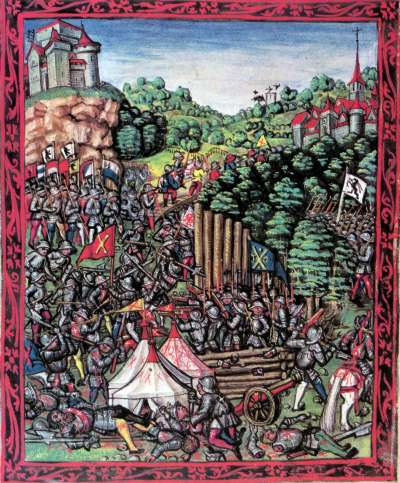
フラスタンツの戦いの図
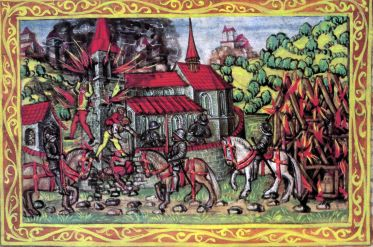
タインゲンにおける戦禍の図
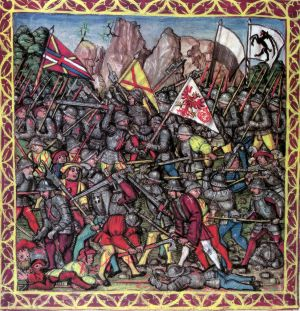
カルヴェンの戦いの図
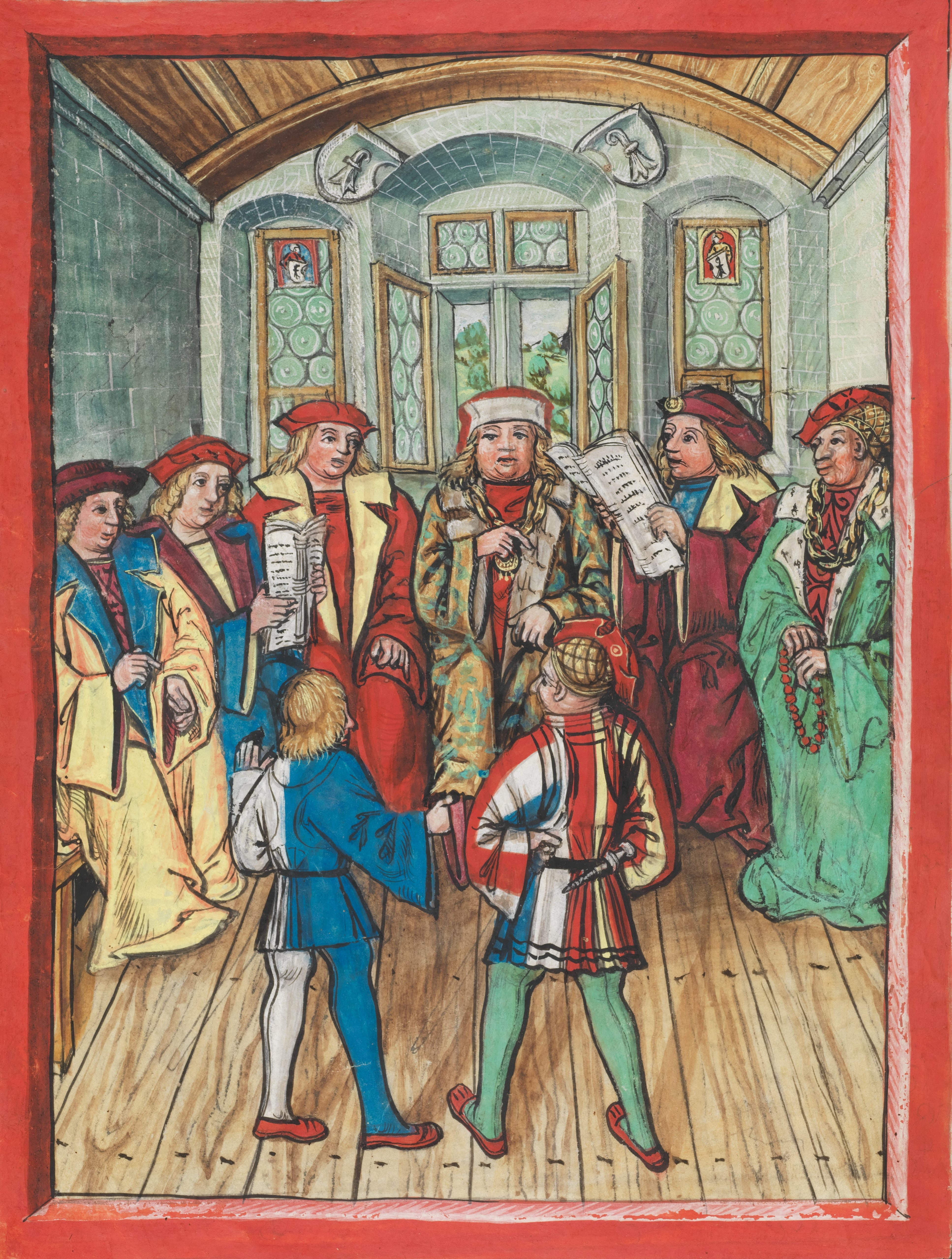
バーゼルでの和平交渉の図